# Fotoplastik
Der Begriff Fotoplastik wurde von  László Moholy-Nagy geprägt. Er bezeichnet künstlerische fotografische Arbeiten, die aus der Kombination und Ineinanderschaltung verschiedener grafischer und anderer gestalterischer Elemente mit fotografischen Arbeiten entstehen.

## Begriffliche Herkunft
Der in den 20er Jahren von 1923 bis 1928 lehrende Bauhausmeister László Moholy-Nagy prägte den Begriff der Fotoplastik als Ausdruck für künstlerische fotografische Arbeiten, die aus der Kombination und Ineinanderschaltung verschiedener grafischer und anderer gestalterischer Elemente mit fotografischen Arbeiten entstehen. Mit Fotoplastiken meinte Moholy-Nagy nicht Skulpturen, wie auch Joseph Beuys mit seinem Begriff soziale Plastik nicht ein dreidimensionales Gebilde vor sich sah.
Es entstehen in der Fotoplastik, so Moholy-Nagy, „aus der zusammenfügung von fotografischen elementen mit linien und anderen ergänzungen unerwartete spannungen, die über die bedeutung der einzelnen teile weit hinausgehen ... denn gerade die ineinanderschaltung von fotografisch dargestellten geschehniselementen, die einfachen bis komplizierten überlagerungen formen sich zu einer merkwürdigen einheit… diese einheit kann in ihren ergebnissen erheiternd, ergreifend, niederschmetternd, satirisch, visionär, revolutionär usw. wirken.“
Der Kunsthistoriker und Experte für Fotografie Reinhold Mißelbeck  beschrieb anlässlich einer fotoplastischen Ausstellung von Künstlerinnen 1999 das naheliegende begriffliche Missverständnis von Fotoplastik mit dem Begriff einer Skulptur bzw. einer Plastik wie folgt: „Es ist ... auffällig, dass Künstler, die in ihrer Begriffsfindung nicht von Fotokunst oder gesellschaftlicher Kunst sprechen wollen, aber letztlich Kunst meinen, lieber den Begriff Plastik gebrauchen. Das mag daran liegen, dass der Begriff Kunst von der Hobbykunst bis zur Computerkunst ständig so sehr misshandelt wird, dass man schon Angst haben muss, dass sich ernsthafte Kritiker mit Grausen abwenden, sobald der Begriff Kunst als Attribut verwendet wird. Fotoplastik meint ... nichts anderes, als dass es bei den ... Werken nicht um das geht, was auf den Photographien zu sehen ist, sondern um die Photographien als Artefakte, als Objekte, deren Künstlerisches sich in der Gesamtheit, dem Zusammenwirken von Konzept, Material und Bild konstituiert.“
Fotoplastiken sind also künstlerische fotografische Arbeiten, die aus der Kombination und Ineinanderschaltung verschiedener grafischer und anderer gestalterischer Elemente mit fotografischen Arbeiten entstehen und nicht rein abbildenden Charakter besitzen.